# شيمانو
شيمانو (بالإنجليزية: Shimano)‏ هي شركة تصنيع يابانية متعددة الجنسيات لمكونات ركوب الدراجات وأدوات صيد الأسماك ومعدات التجديف وناقل حركة الدراجة الجبلية، والتي أنتجت أيضًا لوازم الجولف حتى عام 2005 ومعدات التزلج على الجليد حتى عام 2008.

## الدراجات الجبلية
تشكل مبيعات شيمانو ما يقدر بنحو 70-80% من سوق مكونات الدراجات العالمية من حيث القيمة. تشمل منتجاتها مكونات نظام الدفع والفرامل والعجلات والدواسة للطرق والجبال والمسارات والدراجات الهجينة. تشتمل المكونات على مجموعات كرنك تشتمل على كرنك وحلقات متسلسلة، وأقواس سفلية، وسلاسل، وعجلات مسننة وأشرطة سلسلة خلفية، ومحاور العجلات الأمامية.